# あいどんわなだい
「あいどんわなだい」は、銀杏BOYZの1枚目のシングル。初恋妄°C学園から2007年8月22日に発売。オリコン最高ランキング6位。

## 曲目
1. あいどんわなだい
  - アルバム『光のなかに立っていてね』にリアレンジバージョンの『I DON'T WANNA DIE FOREVER』が収録されている。
2. 東北新幹線はチヒロちゃんを乗せて
  - 東京の続編として作られた曲。
  - 峯田の二人目の彼女のことを歌った曲だといわれている。